# Saint-Jean-de-Luz
Saint-Jean-de-Luz (em português: São João da Luz; em espanhol: San Juan de Luz; em basco: Donibane Lohizune) é uma comuna francesa na região administrativa da Nova Aquitânia, no departamento dos Pirenéus Atlânticos. Estende-se por uma área de 19,05 km². Em 2010 a comuna tinha 14 622 habitantes (densidade: 767,6 hab./km²).

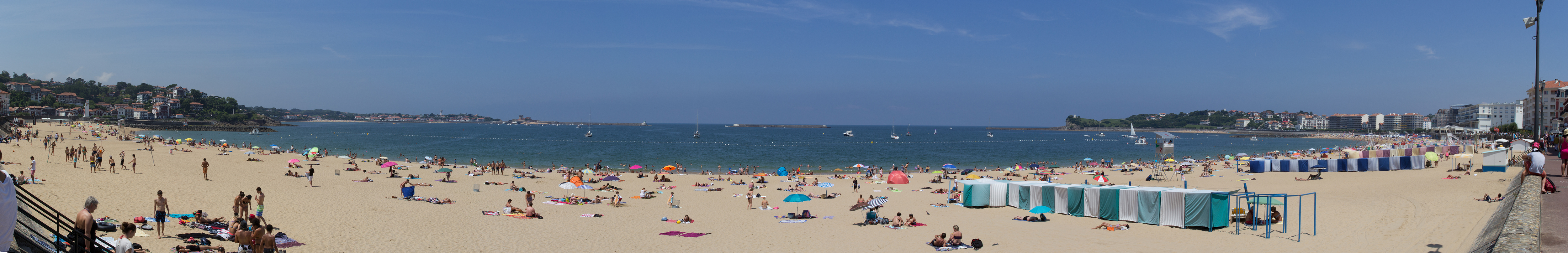
Saint-Jean-de-Luz Panorama